# Harry Hanson
Harry Vilgot Hanson (ur. 23 września 1900 w Göteborgu, zm. 12 czerwca 1986 tamże) – szwedzki żeglarz, olimpijczyk.
Na regatach rozegranych podczas Letnich Igrzysk Olimpijskich 1928 wystąpił w klasie 6 metrów zajmując 7. pozycję. Załogę jachtu Ingegerd tworzyli również Georg Lindahl, Yngve Lindqvist i Hakon Reuter.